# Károly Markó der Jüngere

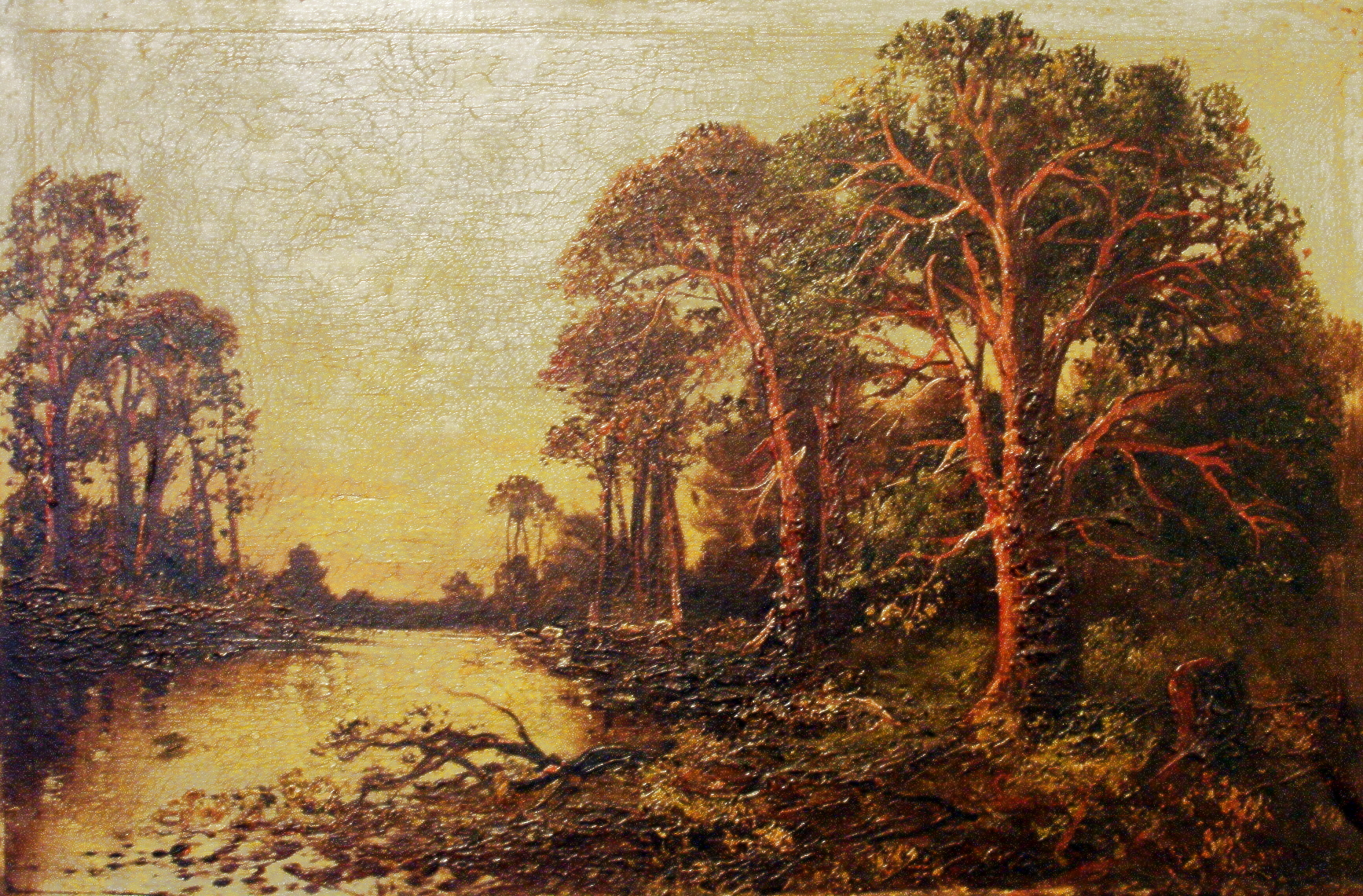
Idyllische Landschaft mit Sonnenuntergang Privatsammlung

Károly Markó der Jüngere (* 1822 in Budapest; † 1891 in Moskau) war ein ungarischer Landschaftsmaler.

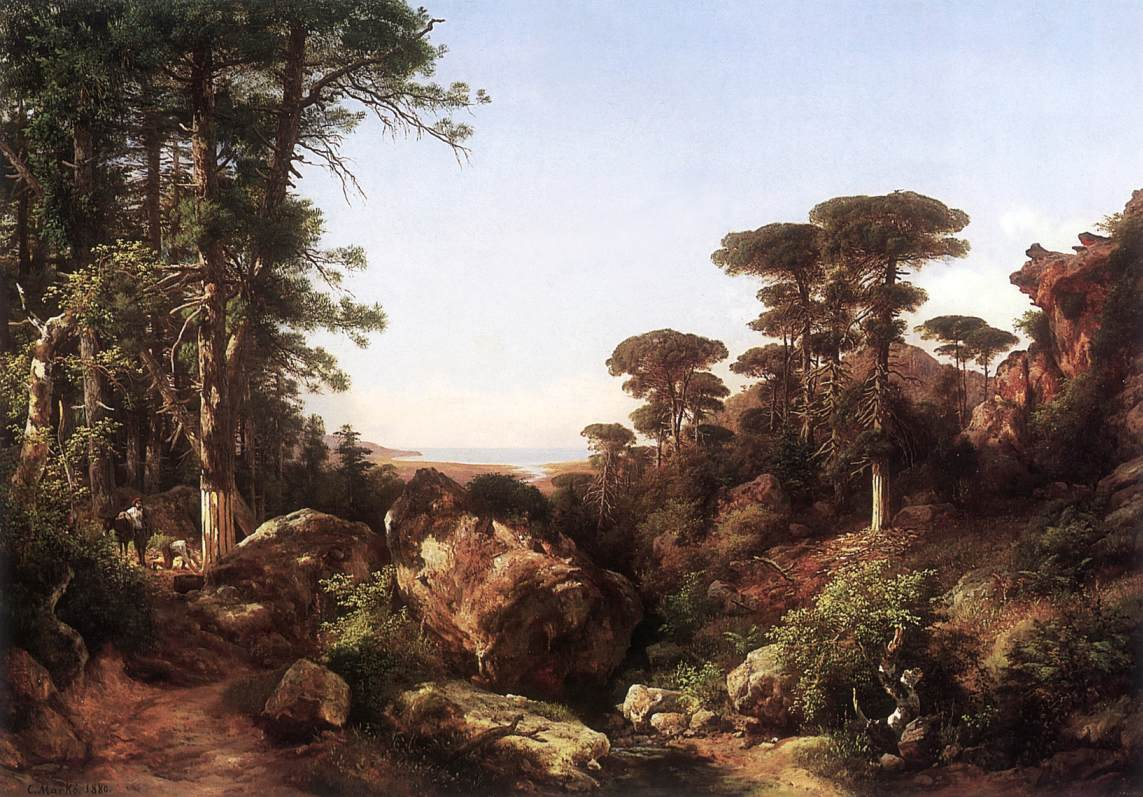
Waldlandschaft bei Ailo in Korsika (ca. 1870)

## Leben
Sein Vater Károly Markó der Ältere erteilte ihm in jungen Jahren den ersten Zeichenunterricht, allerdings erreichte er nie das Talent und die Perfektion seines Vaters. Im Jahr 1843 führten ihn Studienreisen nach Rom und Florenz. Im Jahr 1845 nahm er an den Ausstellungen in der Società Promotrice di Belle Arti in Florenz teil. Von 1851 bis 1854 lebte und arbeitet Karoly Marko II in Wien, wo seine Gemälde im Österreichischen Kunstverein gezeigt wurden. Es folgten Ausstellungen in Mailand, Genua und Livorno, außerdem noch im Budapest Artists Circle und der Hungarian National Fine Arts Association. Später wurde er Ehrenmitglied von den Akademien in Florenz, Genua, Perugia und Urbino. Auf Einladung einer russischen Prinzessin, deren Tochter Marko in Florenz Zeichenunterricht gab, zog er nach Moskau und verstarb anschließend dort. Nach seinem Tod gelangten 34 seiner Gemälde und Zeichnungen nach Ungarn.
Seine Brüder waren, ebenfalls Maler, András Markó (29. September 1824 – 12. Juli 1895) und Ferenc Markó (1832 – 3. August 1874).

## Werke
Karoly Markos Duktus ist unübersehbar von dem seines Vaters beeinflusst. Kältere Farben, wenigere Idealisierung des Motivs und eine härtere Betrachtungswirkung sind kennzeichnend und unterscheidend von den Werken des Karoly Marko den Älteren. Sujets waren Wälder, Landschaften und Motive der Stadt Rom.

## Öffentliche Sammlungen
- Az appennini hegyek – The Appenines – Die Apenninen.  1858, Öl auf Leinwand, Maße: 86 × 122,5 cm, Inv.: 2793[1], Besitz: Ungarische Nationalgalerie (Budapest)
- Idyllische Landschaft – Ungarische Nationalgalerie (Budapest)
- Adelina Patti (1843–1919), Porträt, ca. 1873–75, Öl auf Leinwand, Maße: 95,2 × 76,9 cm, Inv.: NMW A 515[2], Besitz: National Museum Cardiff